# Rickingen
El comtat de Rickingen (de vegades Rixingen) fou una jurisdicció feudal del Sacre Imperi Romanogermànic a la regió de Renània-Palatinat que va sorgir a l'entorn del castell de Rickingen al segle XI. Va passar per herència als comtes de Werde de la dinastia de Saarbrücken. El 1228 el comtat de Werde i el de Rickingen es van separar.
Vers el 1280 (abans de 1291) Rickingen es va dividir en Forbach i Rickingen. Aquest darrer comtat va passar al comtat de Leiningen en una data no gaire llunyana del 1340. Llavors va formar una branca dels comtes de Leiningen, coneguda per Leiningen-Rickingen que es va extingir el 1506 i va passar als comtes de Westerburg-Leiningen que per partició foren comtes de Westerburg (segon comtat) el 1557 però la nissaga es van extingir el 1597 passant al segon comtat de Leiningen.
Va restar entre les possessions dels comtes de Leiningen però el 1622 del segon comtat de Leiningen es va segregar el que fou el segon comtat de Rickingen. El seu únic comte fou Felip III, comte de Rickingen el 1622, que va heretar el comtat de Leiningen (segon) el 1635, i el comtat d'Oberbronn el 1665, reunint així la quasi totalitat dels antics comtats de Leiningen-Leiningen i Westerburg, però, mancat de descendència, va vendre els seus dominis a Leiningen-Hartenburg el 1668.

## Llista de comtes
- Dieteric 1228-1257
- Godofreu vers 1269
- Enric vers 1280
- Conrad I. vers 1291
- Conrad II mort vers 1340/1345
- A Leiningen (forma la branca Leiningen-Rickingen) 1340/1345-1506
- A Westerburg-Leiningen 1506-1557
- A Westerburg 1557-1597
- A Leiningen 1597-1622
- Felip III 1622-1668
- A Leiningen-Hartenburg